# Bars és Hont k.e.e. vármegye

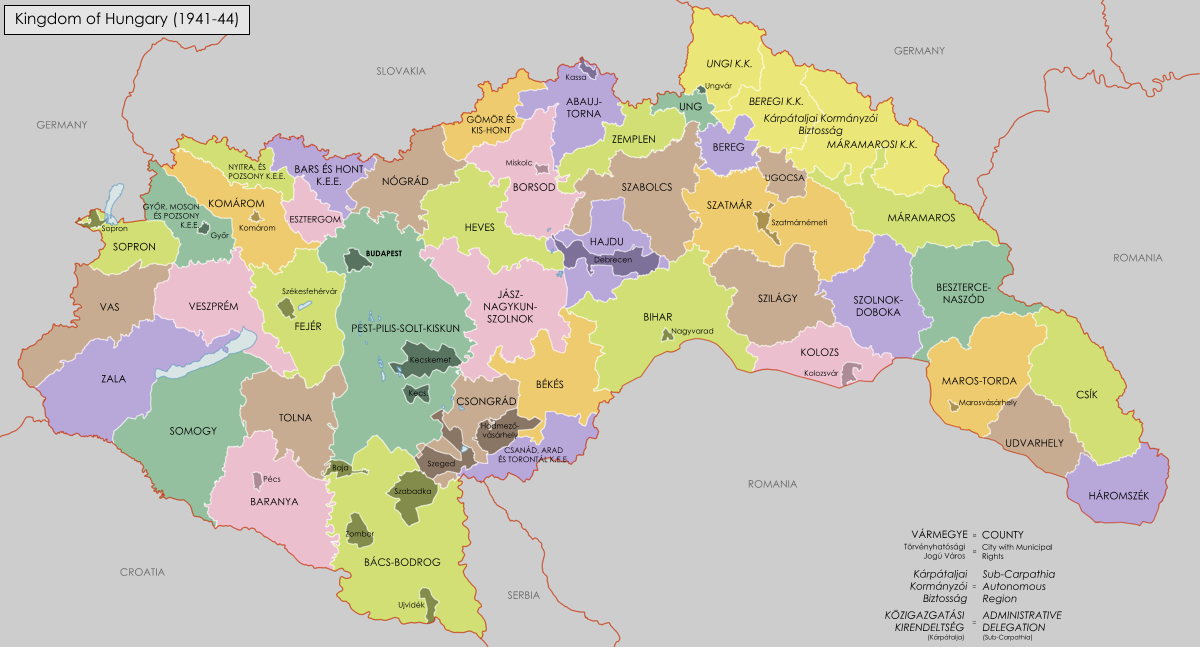
Magyarország 1941 és 1944 között

Bars és Hont közigazgatásilag egyelőre egyesített (k.e.e.) vármegye 1938-ban az első bécsi döntés következtében jött létre, amikor az egykori Bars vármegye déli része és Hont vármegye majdnem teljes elszakított területe újra magyar uralom alá került. Ekkor ezeket a területeket, továbbá Hont megyének az addig is Magyarországhoz, azon belül 1923 óta Nógrád és Hont k.e.e. vármegyéhez tartozott területét Léva székhellyel összevonták. A megye határai azonban több helyen eltértek az 1920 előtti megyehatároktól néhány község ide- vagy elcsatolása miatt.
A második világháború végén kötött fegyverszüneti megállapodást követően ismét az 1938 előtti határok álltak helyre, ezért 1945-ben újabb közigazgatási rendezésre került sor, melynek során a korábbi Bars és Hont k.e.e. vármegye megmaradt területét ismét Nógrád vármegyével vonták össze, most már véglegesen, Nógrád-Hont vármegye néven.

## A megyéhez tartozó területek
Az első bécsi döntés után Bars és Hont k.e.e. vármegye az alábbi területekből állt:
- Az 1918 előtti Hont vármegye mindvégig Magyarországhoz tartozott községei, melyek 1923 és 1938 között Nógrád és Hont k.e.e. vármegyéhez tartoztak.
- Az 1918 előtti Hont vármegye 1938-ban Magyarországhoz csatolt része, kivéve 13 Nógrád vármegyéhez csatolt községet (Apátújfalu, Bátorfalu, Csáb, Dacsókeszi, Erdőszelestény, Ipolybalog, Ipolyharaszti, Ipolykeszi, Kiscsalomja, Kóvár, Leszenye, Lukanénye és Nagycsalomja).
- Az 1918 előtti Bars vármegye 1938-ban Magyarországhoz csatolt része, kivéve két Nyitra és Pozsony k.e.e. vármegyéhez csatolt községet (Újlót és Zsitvabesenyő). Zsitvaújfalut 1939. március 14-én elcserélték Szlovákiával.[1]
- Az 1918 előtti Nyitra vármegyéből Nemesdicske, Vajk és Zsitvamártonfalva. Kalász és Nagyhind 1939. március 14-én a Szlovákiával történt határrendezés során került vissza Magyarországhoz, Bars és Hont k. e. e. vármegyéhez.
- Az 1918 előtti Esztergom vármegyéből Kicsind.

Az 1940-es vármegyerendezés után Kicsindet három másik, 1918 előtt Hont megyéhez, majd 1938-ig Csehszlovákiához tartozó községgel együtt (Bajta, Garamkövesd és Leléd) 1940-ben átcsatolták Esztergom vármegyéhez, a Párkányi járáshoz. A 2890/1940. sz. ME. rendelet 1940. május 15-től az egykori Nyitra vármegyei Nagycétény (amely szintén 1939-ben került vissza), Nemespann, Szentmihályúr, Gyarak és Kismánya községeket Nyitra és Pozsony k. e. e. vármegyétől Bars és Hont k. e. e. vármegye verebélyi járásához csatolta.

## Közigazgatási beosztása
A vármegye területe négy járásra és egy megyei városra oszlott.
- Ipolysági járás (székhelye Ipolyság)
- Lévai járás (Léva)
- Szobi járás (Szob)
- Verebélyi járás (Verebély)
- Léva megyei város

## Terület és népesség
A megye területe 1981 km2, népessége az 1941. évi népszámlálás alapján 146 102 fő volt.
1941-ben Léva népessége 12 758 fő volt, a többi település közül egy sem érte el a 6000 főt.